# Wilcza (obwód kijowski)
Wilcza (ukr. Вільча) – dawne osiedle typu miejskiego na Ukrainie, w obwodzie kijowskim. Miejscowość została wysiedlona po katastrofie w Czarnobylu w 1986 roku i znajduje się w strefie wykluczenia.
W 2022 roku podczas inwazji Rosji na Ukrainę w miejscowości wojska rosyjskie przekroczyły granicę od strony Białorusi, a w punkcie kontrolnym doszło do potyczki.
Znajduje tu się stacja kolejowa Wilcza, położona na linii Owrucz – Czernihów.